# Predrag
Predrag je moško osebno ime.

## Izvor imena
Ime Predrag je različica imena Drago.

## Pogostost imena
Po podatkih Statističnega urada Republike Slovenije je bilo na dan 31. decembra 2007 v Sloveniji število moških oseb z imenom Predrag: 467. Med vsemi moškimi imeni pa je ime Predrag po pogostosti uporabe uvrščeno na 250 mesto.

## Osebni praznik
V koledarju je ime Predrag skupaj z imenom Drago, oziroma Karel; god praznuje 3. junija ali 4. novembra.